# Mercer, Wisconsin
Mercer là một thị trấn thuộc quận Iron, tiểu bang Wisconsin, Hoa Kỳ. Năm 2010, dân số của thị trấn này là 1.388 người.